# 王怀庆旧居
王怀庆旧居是原北洋直系老将、蓟榆镇守使、北京步军统领、京畿卫戍总司令兼第十三师师长、热河都统、热察绥三特区巡阅使王怀庆在天津的旧居，该建筑坐落于当时的天津英租界克兰特道（Clyde Road）（今和平区芷江路18号），目前为一般保护等级历史风貌建筑。

## 建筑风格
王怀庆旧居始建于中华民国时期，为砖木结构楼房，建筑前部为两层，后部为三层。外立面为红砖清水墙，建筑入口处设有拱形门厅，顶部为平顶出檐，周边筑有高大围墙。